# Elephantomyia humilis
Elephantomyia humilis är en tvåvingeart som beskrevs av Alexander 1931. Elephantomyia humilis ingår i släktet Elephantomyia och familjen småharkrankar.
Artens utbredningsområde är Colombia. Inga underarter finns listade i Catalogue of Life.